# Herb Elliott
Pour les articles homonymes, voir Elliott.
Herb Elliott, Herbert James « Herb » Elliott, né le 25 février 1938 à Perth, est un athlète australien spécialiste des courses de demi-fond. Après avoir détenu le record du monde du 1 500 mètres en 1958 il remporte le titre olympique en 1960. Il fut aussi recordman du monde du mile. Il est considéré comme l'un des plus grands athlètes de l'Histoire puisqu'il demeura invaincu tout au long de sa carrière.

## Biographie
Coureur de 1 500 m, il est encore considéré par certains comme le plus grand miler de l'histoire. Il apparaît sur la scène internationale en 1958 lorsqu'il bat dans le stade de Santry le record du monde du mile. La même année, il bat le record du monde du 1 500 m de 2,1 secondes et gagne à Cardiff les 880 yards et le mile des Jeux du Commonwealth.
En 1960 il remporte la médaille d'or aux Jeux olympiques d'été de 1960 de Rome devant le Français Michel Jazy. 
Le Français Michel Bernard qui avait essayé d'emballer la finale, et qui termina 7e, déclarera plus tard qu'il ne changerait rien à sa carrière sauf cette finale : « Je croyais, le jour de la finale du 1500 m, qu'Elliott était un coureur comme les autres. Erreur : c'était un surhomme. Je n'en ai jamais rencontré un autre en douze ans de compétitions internationales ». À propos de la même course, Michel Jazy dira« Je savais qu'Elliott était hors norme...Aujourd'hui, on dirait que nous étions l'express derrière le TGV ».
Il termine sa carrière à l'âge de 23 ans en 1961.
Il restera invaincu durant sa carrière sur 1 500 m et le mile (pour un total de 43 courses).
Durant toutes ces années il était entraîné par Percy Cerutty aux méthodes d'entrainement révolutionnaires (1).
Après sa carrière sportive il aura également une carrière professionnelle impressionnante. Après avoir été manageur général des sports chez l'équipementier sportif Puma, il devient directeur général de Puma Amérique du Nord, puis revient en Australie en tant que directeur des athlètes pour les Jeux olympiques d'été de 2000 de Sydney.

## Palmarès

### Jeux olympiques d'été
- Jeux olympiques d'été de 1960 de Rome,  Italie
  -  Médaille d'or au 1 500 m (1)

### Jeux de l'Empire britannique et du Commonwealth
- Jeux de l'Empire britannique et du Commonwealth de 1958 à Cardiff ( Pays de Galles)
  -  Médaille d'or sur 880 yards
  -  Médaille d'or sur le mile.

### Records du monde
- Record du monde du 1 500 m en 3 min 36 en 1958 puis 3 min 35 s 6 en 1960
- Record du monde du mile en 3 min 54 s 5 en 1958